# Saint-Jean-des-Essartiers
Saint-Jean-des-Essartiers is een plaats en voormalige gemeente in het Franse departement Calvados in de regio Normandië en telt 168 inwoners (2005). De plaats maakt deel uit van het arrondissement Vire.

## Geschiedenis
Op 1 januari 2017 fuseerde de gemeente met Dampierre, La Lande-sur-Drôme en Sept-Vents tot de commune nouvelle Val de Drôme.

## Geografie
De oppervlakte van Saint-Jean-des-Essartiers bedraagt 8,3 km², de bevolkingsdichtheid is 20,2 inwoners per km².
De onderstaande kaart toont de ligging van Saint-Jean-des-Essartiers met de belangrijkste infrastructuur en aangrenzende gemeenten.

## Demografie
Onderstaande figuur toont het verloop van het inwonertal (bron: INSEE-tellingen).
Vanwege een beveiligingsprobleem met de MediaWiki Graph-software is het momenteel niet mogelijk deze grafiek weer te geven. Zodra de software is bijgewerkt zal de grafiek vanzelf weer zichtbaar worden.
Dampierre · La Lande-sur-Drôme · Saint-Jean-des-Essartiers · Sept-Vents